# Canton (république de Chine)
Pour les articles homonymes, voir Canton (homonymie).
Pour un article plus général, voir Canton.
À Taïwan, le canton est une subdivision administrative de niveau secondaire. On distingue trois types de cantons :
- le canton rural (chinois traditionnel : 鄉 ; pinyin : xiāng, anglais : rural township),
- le canton urbain (chinois traditionnel : 鎮 ; pinyin : zhèn, anglais : urban township),
- le canton indigène montagnard (chinois traditionnel : 山地鄉 ; pinyin : shāndexiāng, anglais : mountain indigenous township).

## Hiérarchie
Dans la hiérarchie des organes de gouvernement autonomes (anglais : self-governing bodies), le canton se classe sous le comté, organe de premier niveau,.
Le canton rural est composé par les villages ruraux (chinois traditionnel : 村 ; pinyin : cūn, anglais : rural village), eux-mêmes composés par les quartiers (chinois traditionnel : 鄰 ; pinyin : lín, anglais : neighborhood),.
Le canton urbain et le canton indigène montagnard sont composés par les villages urbains (chinois traditionnel : 里 ; pinyin : lǐ, anglais : urban village), eux-mêmes composés par les quartiers (chinois traditionnel : 鄰 ; pinyin : lín, anglais : neighborhood),.